# Kalla (Fischkonservenfabrik)

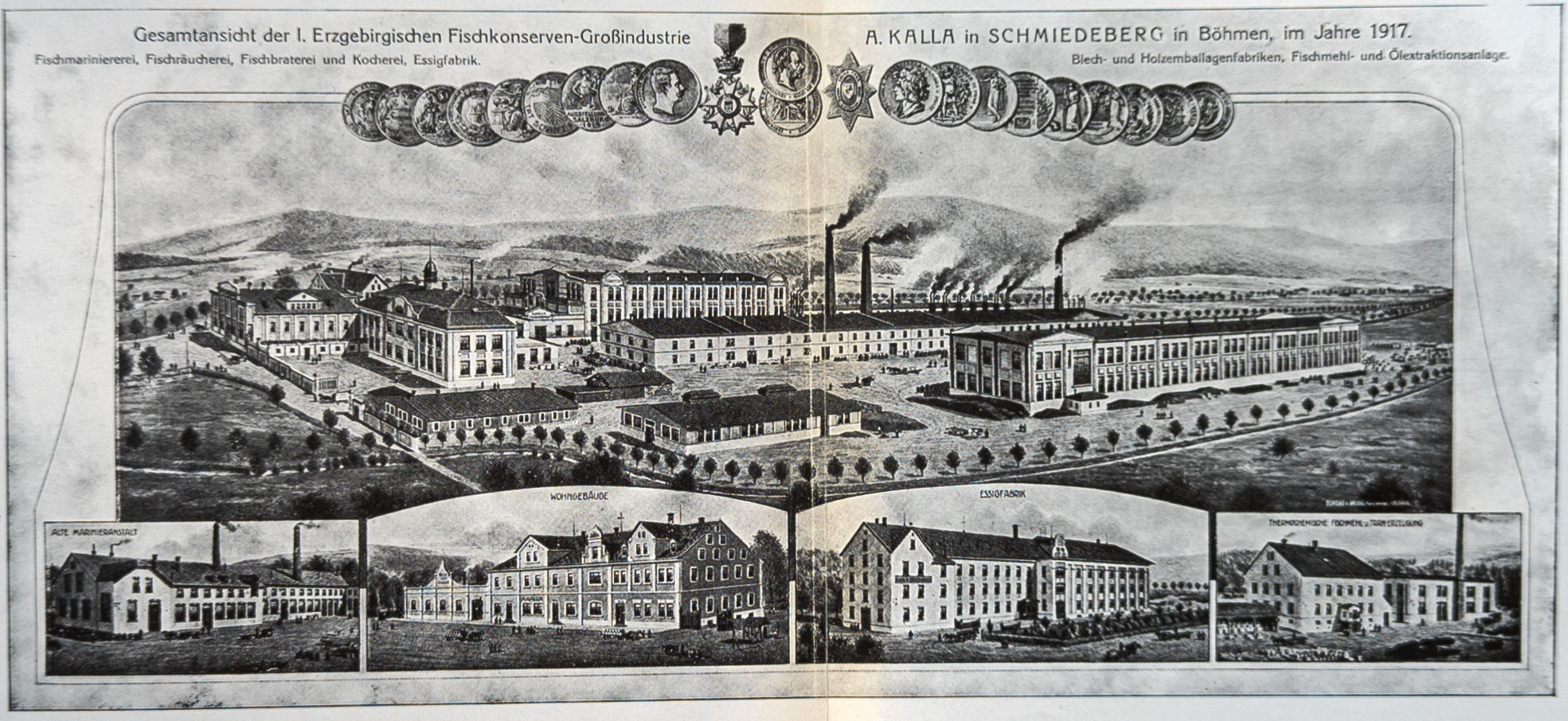
Illustration des Firmen- und Wohngebiets (1917)

Die Fischkonservenfabrik Kalla war in der ersten Hälfte des 20. Jahrhunderts einer der größten deutschen Betriebe für haltbar gemachten Fisch. Sie befand sich in der westböhmischen Kleinstadt Schmiedeberg (heute Kovářská). Der Gründer, Anton Kalla (1848–1912), sah im Fisch ein universelles Nahrungsmittel.

## Geschichte

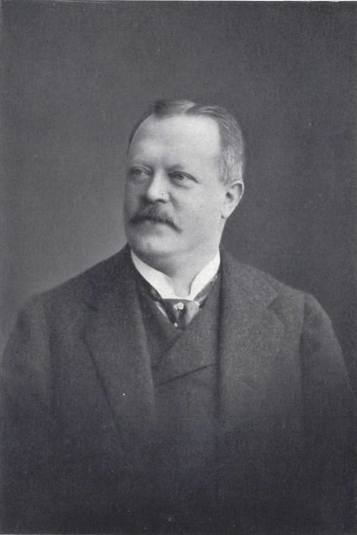
Anton Kalla (1900)

Anton Kalla unterhielt anfangs ein kleines Geschäft in Schmiedeberg, in dem er auch Fischkonserven, Räucherfische und Kaviar verkaufte und von dort exportierte. 1888 begann er mit Versuchen, Fischkonserven selbst herzustellen. Kalla schaltete Werbung für Fische „in feinstem festem Krystall-Geleé“ und Senf in größeren Tageszeitungen wie im Prager Abendblatt:
„Versende gegen Nachnahme von nur fl. 2.– franco sammt Emballage nach allen Poststationen ein 5-Ko.-Fassel allerschärfsten und hocharomatischen Tafelsenf, engl. Art und bitte um gesch. Aufträge.“
Im Jahr 1900 entstand eine eigene Räucherei, 1910 schließlich eine große Fabrikanlage in Bahnhofsnähe. Dort wurden vorwiegend von der Nordsee und Ostsee kommende Fische konserviert, in eigenen Blechdosen luftdicht verpackt und verschickt. Kallas Werbespruch lautete: „Jedes Kind, jeden Tag einen Bückling“.
Anton Kalla und seine Frau Emilie (geborene Schmiedl) hatten eine Tochter (Marie) und drei Söhne: Julius, Anton (1883–1916) und Karl. Der Firmengründer erkrankte, machte 1909 einen Kuraufenthalt in Karlsbad und starb 1912.

### Zweite Generation (1912)

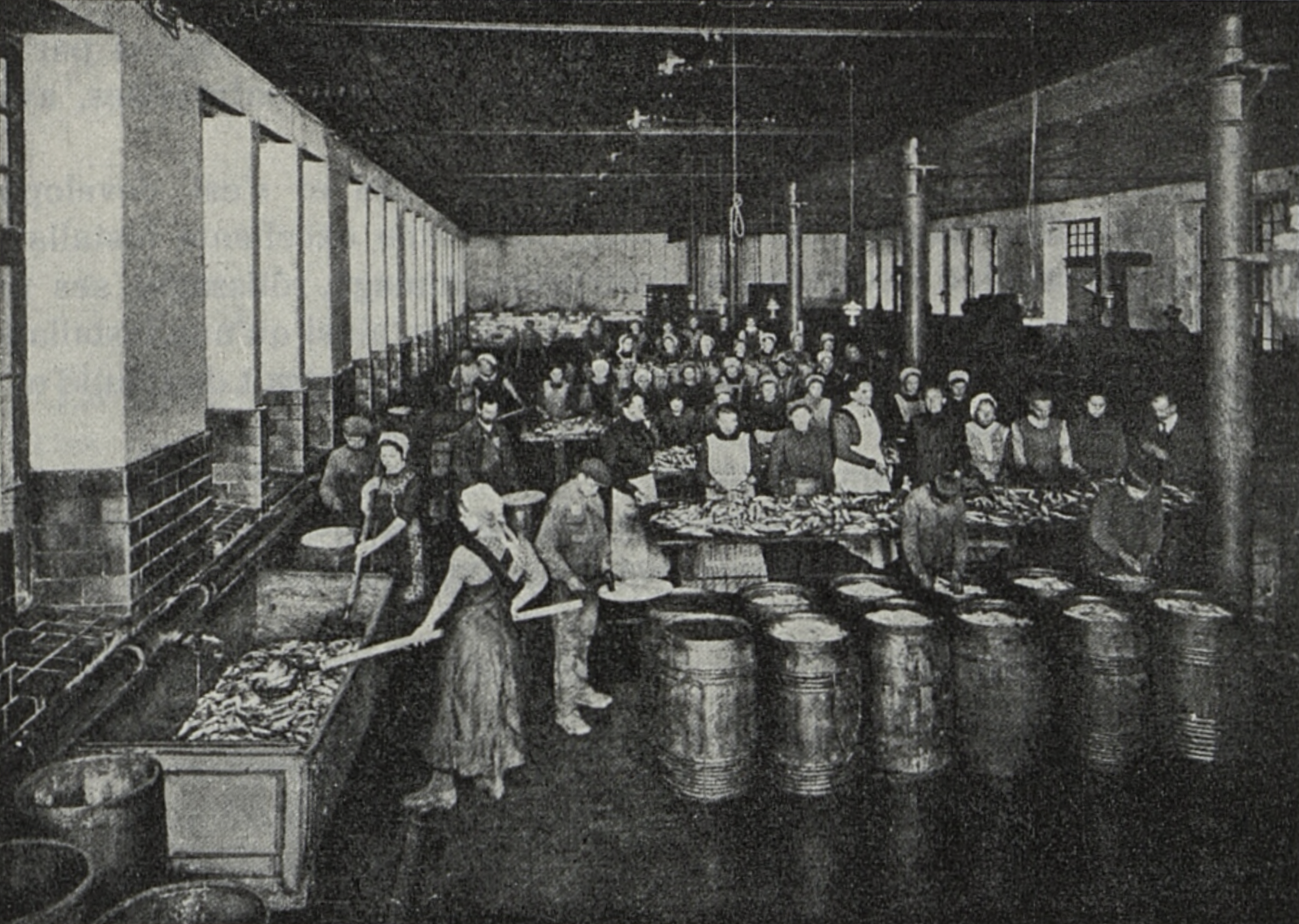
Fischverarbeitung in der A. Kalla Fabrik (ca. 1920)

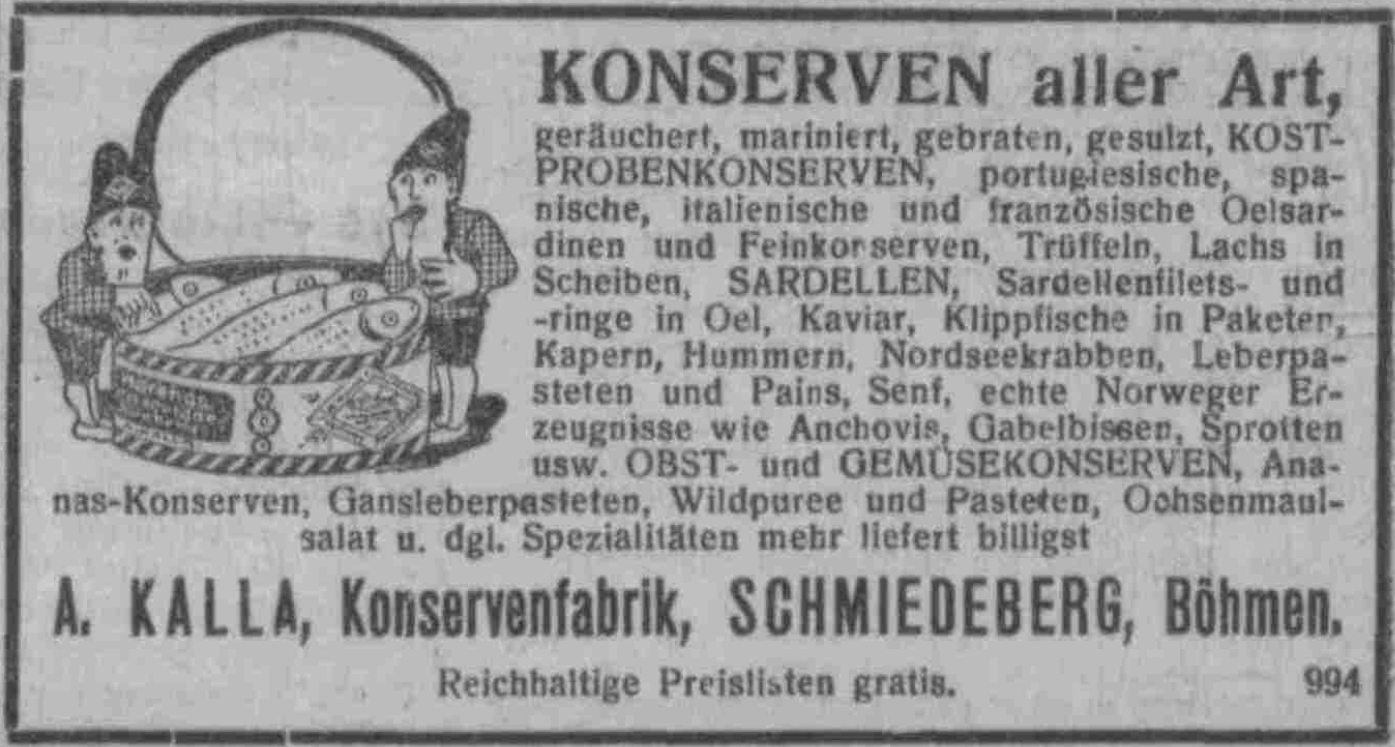
Werbung der Firma (1924)

Sein Sohn Julius übernahm die Leitung der Fabrik. Die Größe des Betriebs rief Sozialdemokraten und Kommunisten auf den Plan. Im April 1912 fand eine Kundgebung statt, bei der die österreichische Politikerin Amalie Pölzer sprach und sich mit Julius Kallas Frau Fanny (geborene Huß) anlegte. Während Frau Kalla die gute Behandlung und Entlohnung der Arbeiterinnen herausstellte, sprachen die Sozialdemokraten von „bedauernswerten Lohnsklavinnen“, die im Akkord von 7 Uhr früh bis spätabends ohne Heizung arbeiteten und anschließend „vor Nässe triefend des Nachts bei großer Kälte mit gefrorenen Kleidern, Strümpfen und Schuhen nach Hause“ gingen. In dem Betrieb arbeiteten vorwiegend Frauen. Weil die Fischsaison in den kalten Monaten stattfand, mussten sich die meisten Angestellten im Sommer eine andere Arbeit suchen.
Wegen des stark wachsenden Vertriebs richtete die Post 1916 in Kallas Betrieb ein eigenes Postamt ein. Im selben Jahr starb in Graz an den Folgen einer Kriegsverletzung „Dr. phil. Ant. Kalla“, Realschulprofessor und Dichter. Als Bruder von Julius war er Gesellschafter der Firma Kalla. Er wurde in der Familiengruft in Schmiedeberg beigesetzt. 1917 feierte die Firma ein Jubiläum und spendete 50.000 Kronen für den Bau eines Armen- und Altersversorgungshauses in Schmiedeberg.
1919 berichtete das Linzer Volksblatt von dem Problem, Seefische aus Hamburg (Deutschland) nach Schmiedeberg (Tschechoslowakei) zu befördern: Während der Transport von 10 Tonnen Fisch quer durch das deutsche Reich bis nach Weipert 382 Mark koste, fielen für die nur 10 km lange Strecke von Weipert nach Schmiedeberg 534 Kronen an; das entspräche einer Zugfahrt von über 1.000 km in Deutschland.
Die Firma stiftete Kirchenfenster, organisierte Karnevalsveranstaltungen und konkurrierte mit der viel kleineren Fischkonservenfabrik E. Lienert im selben Ort. Es entstanden – nicht zuletzt wegen Exportbeschränkungen aus der Tschechoslowakei – Kalla-Fischkonservenfabriken im schlesischen Oderberg, sowie in Temeschburg und Konstanza in Rumänien. Nach der Annexion des Sudetenlands 1938 und der Zerschlagung der Tschechoslowakei durch das nationalsozialistische Deutschland 1939 baute der Sohn von Julius Kalla Anton (genannt Toni) eine Handelsniederlassung in der Römischen Straße in Prag auf (Římská im Stadtteil Vinohrady).

### Höhepunkt und Ende (1945)
1943 beschäftigte der Betrieb Kallas in Schmiedeberg 400 Mitarbeiter, verarbeitete jährlich 2.500 Tonnen Rohfisch, 300 t Zwiebeln, 130 t Salz, 300 t Gurken und 200.000 Liter Essig. Zusammen mit der kleineren Fischfabrik E. Lienert bekam Kalla 280 Waggon Fisch pro Jahr geliefert, vorwiegend Hering. Die Metallabteilung des Betriebs stellte jährlich eine Million Dosen her. Nach dem Ende des Zweiten Weltkriegs verlor Schmiedeberg seine Bedeutung. Die Fischfabriken von Kalla und Lienert wurden geschlossen. Nur die Villa der Familie Kalla steht noch.
Anton „Toni“ Kalla war unter den Nationalsozialisten Offizier der SS gewesen. Er setzte sich 1945 ab und unterhielt später ein Spirituosengeschäft in Berlin.